# جزر العذراء البريطانية
الجزر العذراء البريطانية (بالإنجليزية: British Virgin Islands)‏ هي أراضٍ تابعة للمملكة المتحدة وراء البحار. تشتمل على أكثر من 50 جزيرة واقعة في الكاريبي، شرق بورتوريكو والجزر العذراء الأمريكية. وقد كانت جزء من الإمبراطورية الهولندية، ثم احتلت الجزر بواسطة بريطانيا في 1672. سمّيت الجزر بهذا الاسم بواسطة كريستوفر كولومبوس نسبة إلى القدّيسة أورسولا، التي تقول الأسطورة بأن كان لها 11000 جارية عذراء.
عاصمة الجزر هي رود تاون. الجزر تحكم بواسطة ملك بريطانيا تشارلز الثالث، ينوب عنه الحاكم ديفيد بيري. اللغة الإنجليزية هي اللغة الرسمية للجزر. مساحتها 153 كم2، وعدد السكان فيها 22016 نسمة عام 2005. عملتها الدولار الأمريكي.

## تاريخ
أول من استقر في الجزر كانوا هنود الآراواك من أمريكا الجنوبية في العام 100 قبل الميلاد. وواصلوا الاستقرار في الجزر حتى القرن الخامس عشر حينما طردوا بواسطة الكاريبيين الأكثر عدوانية، وهم قبيلة من جزر الأنتيل الصغرى، الذين سمي البحر الكاريبي نسبة إليهم.
في 1493، شاهد كرستوفر كولومبوس الجزر فقام بتسميتها أثناء رحلته البحرية الثانية إلى الأمريكتين. حصلت الإمبراطورية الإسبانية على الجزر في أوائل القرن السادس عشر، وأخذوا ينقّبون عن النحاس في فيرجن غوردا. أسس الهولنديون مستوطنة دائمة في تورتولا في عام 1648. وفي 1672، وصل الإنجليز إلى المنطقة، وحصلوا على الجزر، بعدما طردوا السكان الهولنديين من تورتولا في 1672، وكذلك من أنيجادا وفيرجين غوردا في عام 1680. عرف الإنجليز قصب السكر الموجود في الجزر، فأصبح المحصول ومصدر التجارة الخارجية الرئيسي لها. العبيد جلبوا من أفريقيا للعمل في مزارع قصب السكر. نجحت الجزر اقتصاديا حتى قلل نمو شمندر السكر في أوروبا والولايات المتحدة من إنتاج قصب السكر بشكل ملحوظ.

## جغرافيا
تشمل الجزر العذراء البريطانية حوالي 50 جزيرة كاريبية صغيرة؛ 15 منها مسكونة. تبعد الجزر ببضعة أميال شرق الجزر العذراء الأمريكية. يقع المحيط الأطلسي شمال الجزر، والبحر الكاريبي جنوبها.
الجزر الكبرى في المجموعة هم تورتولا، وفيرجن غوردا، انيغادا وجوست فان دايك . رود تاون، وهي العاصمة وأكبر المدن، تقع في تورتولا.

## خصائص سكانية
عدد سكان الجزر حوالي 28,054 نسمة في 2010. غالبية السكان (83 %) هم كاريبيون من أصل أفريقي، منحدرون من سلالات العبيد الذين جلبوا إلى الجزر بواسطة البريطانيين. المجموعات العرقية الأخرى الكبرى تتضمّن أولئك الذين هم من أصل بريطاني وأوروبي. استناداً لتقرير إحصاء السكان عام 1999:
- 83.36 %: سود
- 7.28 %: بيض (من أصول أمريكية، وبريطانية، وبرتغالية، وسورية، ولبنانية)
- 5.38 %: أعراق مختلطة
- 3.14 %: هنود شرقيون
- 0.84 %: آخرون
- 86 % من السكان ديانتهم المسيحية البروتستانتية.